# دیرک کوپلند
دیرک کوپلند (انگلیسی: Dirk Copeland؛ زادهٔ ۵ سپتامبر ۱۹۷۲) دوچرخه‌سوار اهل ایالات متحده آمریکا است. وی در 
```
و ۱۹۹۶ شرکت کرده است.
```